# ایهور زلینیوک
ایهور زلینیوک (اوکراینی: Зеленюк Игорь Михайлович؛ زادهٔ ۱۵ اکتبر ۱۹۷۲) بازیکن فوتبال اهل اتحاد جماهیر شوروی سوسیالیستی است.